# 法赫德国王古兰经印刷厂
法赫德国王古兰经印刷厂（ 阿拉伯语 : مجمع الملك فهد لطباعة المصحف الشريف）是位于沙特阿拉伯麦地那的国有宗教出版物《古兰经》印刷机构。

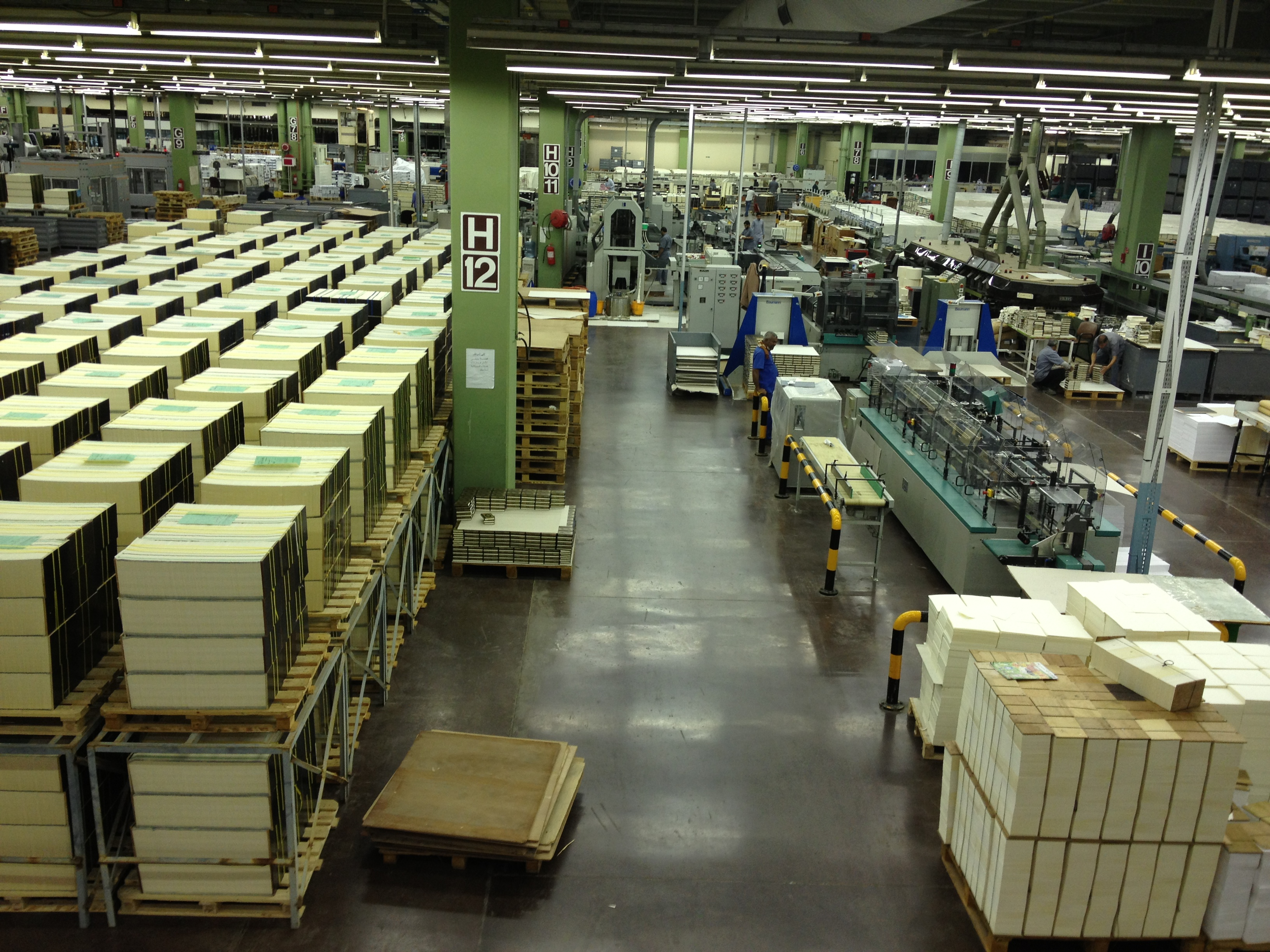
法赫德古兰经印刷厂印刷车间

该印刷厂每年印刷能力达到1300万份。

## 历史
法赫德国王古兰经印刷厂是由当时沙特國王法赫德·本·阿卜杜勒-阿齊茲·阿勒沙特下令建立，并于公元1985年正式启用。

## 设施[3]
法赫德国王古兰经印刷厂建筑群的面积估计为二十五万平方米，其设施包括一座清真寺、行政建筑、维护建筑、印刷机、仓库、交通设施、营销、住房、娱乐、药房、图书馆、餐馆等。

## 组织机构[4]
法赫德国王古兰经印刷厂由以下机构组成
- 高级委员会
- 学术委员会
- 审查委员会
- 翻译中心
- 古兰经研究中心
- 数字化研究中心
- 培训及发展部门